# Blue Bulls
Actualités
Dernière mise à jour : 27 février 2013.
Les Blue Bulls (afrikaans : Blou Bulle, Taureaux bleus) sont une équipe sud-africaine de rugby à XV qui participe chaque année à la Currie Cup. Pour des raisons de parrainage, elle est aussi appelée Vodacom Blue Bulls, du nom de l’entreprise de téléphonie qui la sponsorise. Elle s'est d’abord appelée Northern Transvaal, puis Mobil Blue Bulls à la fin des années 1990. Elle joue avec un maillot bleu ciel et évolue au Loftus Versfeld Stadium de Pretoria. Elle ne doit pas être confondue avec les Bulls, équipe qui dispute le United Rugby Championship, même si elle lui fournit l’essentiel de ses infrastructures sportives et administratives, ainsi que ses joueurs.[réf. nécessaire]

## Histoire
À la suite d'une scission de la fédération du Transvaal, la fédération régionale du Nord Transvaal est fondée en 1938 pour représenter les districts du nord de la province. Après quelques victoires éparses, son équipe représentative domine les années 1970 et 80, remportant la Currie Cup onze fois entre 1973 et 1991. La rivalité épique qui l'oppose alors à la Western Province est l’un des plus grands duels de l’histoire du sport sud-africain (onze finales au total entre les deux équipes, dont sept entre 1979 et 1989). Le joueur emblématique de cette époque est son ouvreur blond Naas Botha. Le club a repris cette hégémonie en 2002, disputant les cinq dernières finales, pour quatre victoires, dont une partagée avec les Free State Cheetahs.
Traditionnellement, cette province fait appel aux vertus ancestrales du rugby sud-africain : le défi physique, la fierté et l'arrogance. Elle a longtemps représenté le peuple afrikaner rural, par opposition aux citadins du Transvaal et de la Western Province et a toujours fourni une quantité considérable d’internationaux à l’équipe nationale, les Springboks. Elle a aussi affronté, et donné du fil à retordre, à toutes les équipes en tournée, battant notamment les All Blacks sur le score de 19 à 27 pour leur 700e match en 1976.
À la suite des changements politiques des années 1990, qui ont entraîné des modifications de noms de lieux, en particulier des provinces d'Afrique du Sud, le club a dû abandonner son nom traditionnel de Northern Transvaal et fait de son surnom, les Blue Bulls, sa dénomination officielle. Le club est sélectionné pour disputer la première édition de la compétition interprovinces de l’hémisphère Sud, le Super 10 dont il atteint les demi-finales, défait par le futur vainqueur, les Auckland Blues. Il y participe encore deux fois, avant d’être remplacé en 1997 par la franchise des Blue Bulls.
Les Blue Bulls ont fourni près de 80 joueurs aux Springboks.

## Palmarès
- Vainqueur de la Currie Cup en 1946, 1956, 1968, 1969, 1973, 1974, 1975, 1977, 1978, 1980, 1981, 1987, 1988, 1989, 1991, 1998, 2002, 2003, 2004, 2006 et 2009
- Finaliste de la Currie Cup en 1954, 1970, 1971, 1979, 1982, 1984, 1985, 1990, 2005, 2006, 2008, 2009, 2016, 2020 et 2021
- Vainqueur de la Vodacom Cup en 2001 et 2008
- Finaliste de la Vodacom Cup en 2002, 2003, 2004, 2007, 2009 et 2011

| Saison | Vainqueur                      | Score      | Finaliste           | Lieu de la finale                 |
| ------ | ------------------------------ | ---------- | ------------------- | --------------------------------- |
| 1946   | Northern Transvaal             | 11 – 9     | Western Province    | Loftus Versfeld Stadium, Pretoria |
| 1954   | Western Province               | 11 – 8     | Northern Transvaal  | Newlands Stadium, Le Cap          |
| 1956   | Northern Transvaal             | 9 – 8      | Natal Sharks        | Kings Park Stadium, Durban        |
| 1968   | Northern Transvaal             | 16 – 3     | Transvaal           | Loftus Versfeld Stadium, Pretoria |
| 1969   | Northern Transvaal             | 28 – 13    | Western Province    | Loftus Versfeld Stadium, Pretoria |
| 1970   | Griqualand West                | 11 – 9     | Northern Transvaal  | Kimberley                         |
| 1971   | Transvaal                      | 14 – 14    | Northern Transvaal  | Ellis Park, Johannesburg          |
| 1973   | Northern Transvaal             | 30 – 22    | Orange Free State   | Loftus Versfeld Stadium, Pretoria |
| 1974   | Northern Transvaal             | 17 – 15    | Transvaal           | Loftus Versfeld Stadium, Pretoria |
| 1975   | Northern Transvaal             | 12 – 6     | Orange Free State   | Free State Stadium, Bloemfontein  |
| 1977   | Northern Transvaal             | 27 – 12    | Orange Free State   | Loftus Versfeld Stadium, Pretoria |
| 1978   | Northern Transvaal             | 13 – 9     | Orange Free State   | Free State Stadium, Bloemfontein  |
| 1979   | Western Province               | 15 – 15    | Northern Transvaal  | Newlands Stadium, Le Cap          |
| 1980   | Northern Transvaal             | 39 – 9     | Western Province    | Loftus Versfeld Stadium, Pretoria |
| 1981   | Northern Transvaal             | 23 – 6     | Orange Free State   | Loftus Versfeld Stadium, Pretoria |
| 1982   | Western Province               | 24 – 7     | Northern Transvaal  | Newlands Stadium, Le Cap          |
| 1984   | Western Province               | 19 – 9     | Northern Transvaal  | Newlands Stadium, Le Cap          |
| 1985   | Western Province               | 22 – 15    | Northern Transvaal  | Newlands Stadium, Le Cap          |
| 1987   | Northern Transvaal             | 24 – 18    | Transvaal           | Ellis Park, Johannesburg          |
| 1988   | Northern Transvaal             | 19 – 18    | Western Province    | Loftus Versfeld Stadium, Pretoria |
| 1989   | Northern Transvaal             | 16 – 16    | Western Province    | Newlands Stadium, Le Cap          |
| 1990   | Natal Sharks                   | 18 – 12    | Northern Transvaal  | Loftus Versfeld Stadium, Pretoria |
| 1991   | Northern Transvaal             | 27 – 15    | Transvaal           | Loftus Versfeld Stadium, Pretoria |
| 1998   | Blue Bulls                     | 24 – 20    | Western Province    | Loftus Versfeld Stadium, Pretoria |
| 2002   | Blue Bulls                     | 31 – 7     | Golden Lions        | Ellis Park, Johannesburg          |
| 2003   | Blue Bulls                     | 40 – 19    | Natal Sharks        | Loftus Versfeld Stadium, Pretoria |
| 2004   | Blue Bulls                     | 42 – 33    | Free State Cheetahs | Loftus Versfeld Stadium, Pretoria |
| 2005   | Free State Cheetahs            | 29 – 25    | Blue Bulls          | Loftus Versfeld Stadium, Pretoria |
| 2006   | Free State Cheetahs Blue Bulls | 28 – 28 ap |                     | Free State Stadium, Bloemfontein  |
| 2008   | Natal Sharks                   | 14 – 9     | Blue Bulls          | Kings Park Stadium, Durban        |
| 2009   | Blue Bulls                     | 36 – 24    | Free State Cheetahs | Loftus Versfeld Stadium, Pretoria |
| 2016   | Free State Cheetahs            | 36 - 16    | Blue Bulls          | Free State Stadium, Bloemfontein  |
| 2020   | Blue Bulls                     | 26 - 19    | Sharks              | Loftus Versfeld, Pretoria         |
| 2021   | Blue Bulls                     | 44 - 10    | Sharks              | Loftus Versfeld, Pretoria         |